# Việc làm
Việc làm (tiếng Anh: job) hay công việc là một hoạt động được thường xuyên thực hiện để đổi lấy việc thanh toán hoặc tiền công, thường là nghề nghiệp của một người. Một người thường bắt đầu một công việc bằng cách trở thành một nhân viên, người tình nguyện, hoặc bắt đầu việc buôn bán. Thời hạn cho một công việc có thể nằm trong khoảng từ một giờ (trong trường hợp các công việc lặt vặt) hoặc cả đời (trong trường hợp của các thẩm phán). Nếu một người được đào tạo cho một loại công việc nhất định, họ có thể có một nghề nghiệp. Tập hợp hàng loạt các công việc của một người trong cả cuộc đời là sự nghiệp của họ.

## Công việc cho mỗi người
Hầu hết mọi người sẽ làm việc tám giờ mỗi ngày và hơn bốn mươi hoặc nhiều giờ hơn mỗi tuần để làm công việc được trả lương. Một số trường hợp như trẻ em hay người khuyết tật sẽ làm việc với thời gian ít hơn. Ngoài ra, công việc cho những nhóm người đều khác nhau, ví dụ như những công việc toàn thời gian, bán thời gian, tình nguyện viên, hay công việc nội trợ. Đối với trẻ em trên năm tuổi, chúng đã bắt đầu trở thành một phần trong xã hội, vì vậy công việc chính của trẻ em sẽ là học và trở thành một học sinh.

## Phân loại theo thời gian làm việc

### Toàn thời gian
Là một định nghĩa chỉ một công việc làm 8 tiếng mỗi ngày, hoặc theo giờ hành chính 8 tiếng mỗi ngày và 5 ngày trong tuần.

### Bán thời gian
Là một định nghĩa mô tả công việc làm không đủ thời gian giờ hành chính quy định của nhà nước 8 tiếng mỗi ngày và 5 ngày mỗi tuần. Thời gian làm việc có thể dao động từ 0,5 đến 5 tiếng mỗi ngày và không liên tục.

### Làm thêm
Là một định nghĩa mô tả một công việc không chính thức, không thường xuyên bên cạnh một công việc chính thức và ổn định.

## Nghề nghiệp và tuổi thọ
Lịch sử đã chứng minh công việc chân tay sẽ rút ngắn tuổi thọ của một con người. Các công việc với vị trí cao hơn trong hệ thống sẽ có tác dụng tăng tuổi thọ.
Nguyên nhân chính khiến nghề nghiệp ảnh hưởng đến sức khỏe và tuổi thọ đó chính là tạo ra sự lo lắng. Một số dữ liệu quá phức tạp để giải thích do các lý do khác nhau của tuổi thọ dài hơn; do đó các chuyên gia lành nghề, các nhân viên có công việc an toàn và những người ít lo lắng có thể sống lâu vì các lý do khác nhau.
Công việc càng tích cực, sẽ có khả năng khiến người đó sống lâu hơn. Ngoài ra các yếu tố như giới tính, quốc gia, vị trí địa lý cũng có thể ảnh hưởng đến tuổi thọ ở một mức nào đó.